# Chó Elo
Chó Elo là một giống chó mới nổi, với sự phát triển bắt đầu vào năm 1987 ở Đức. Tên giống được đăng ký nhãn hiệu và sự phát triển đã được giám sát chặt chẽ bởi Hiệp hội Nghiên cứu và Chăn nuôi Elo. Giống chó Elo là đáng chú ý ở chỗ nó chủ yếu được lựa chọn và lai theo các đặc điểm hành vi và hành vi xã hội, với mục tiêu tạo ra các vật nuôi gia đình tốt nhất.

## Sức khỏe
Như với tất cả các giống chó được tạo ra có chủ đích, quy mô số lượng cá thể nhỏ của Elo dẫn đến nguy cơ lai giống cận huyết và gây hậu quả trì trệ, đình đốn của giống chó này, ngoài ra, còn thường xuyên xảy ra các bệnh di truyền. Giống chó này dễ mắc phải tật hai hàng lông mi, trong đó tổn thương giác mạc có thể xảy ra. Một phần của quá trình để chấp nhận một con chó cho việc nuôi dưỡng là một cuộc kiểm tra mắt (để phòng ngừa tật hai hàng lông mi - Distichia) và X-quang để tránh chó bị chứng loạn sản hông.
Một nghiên cứu di truyền đã được thực hiện ở Đức bằng cách sử dụng giống chó Elo, tính toán tỷ lệ gen của các giống chó được taọ lập khác nhau, của hệ số cận huyết và hệ số mối quan hệ và tỷ lệ chó con còn sống trong lứa đẻ. Nghiên cứu cũng cho thấy rằng 3,5% tổng số chó Elo có liên quan với nhau. Tỷ lệ phần trăm gen đáng kể của Elo là 48% Eurasier, 23% Chó chăn cừu Anh, 10% Chow chow. Hệ số cận huyết đã được tìm thấy là 12,04%.